# Mezinárodní rok přírodních vláken
Mezinárodní rok přírodních vláken (anglicky International Year of Natural Fibres) byla světová událost roku 2009. MRPV byl vyhlášen 22. ledna 2009 Organizací pro výživu a zemědělství (FAO) v Římě a trval do konce roku 2009. Cílem této události bylo zvýšit povědomí a poptávku po přírodních vláknech, zvýraznit jejich důležitost pro obživu tisíců lidí a utužit vztahy mezi jednotlivými výzkumnými a zpracujícími organizacemi, plus zjednodušit legislativu na poli přírodních vláken.
Mezi přírodní vlákna se řadí jednak vlákna rostlinného původu (např. len, bavlna, juta, kenaf), ale i vlákna živočišného původu (např. vlna). V rámci tohoto roku se konalo mnoho konferencí a projektů, které měly naplnit výše zmíněné body. FAO pak k celé události připravilo speciální webovou stránku.